# MAZ-6303
Der Lastkraftwagen MAZ-6303 (russisch МАЗ-6303, deutsche Transkription eigentlich MAS-6303) ist ein Lkw-Typ des belarussischen Fahrzeugherstellers Minski Awtomobilny Sawod, der seit den frühen 1990er Jahren in Serie produziert wird.

## Beschreibung

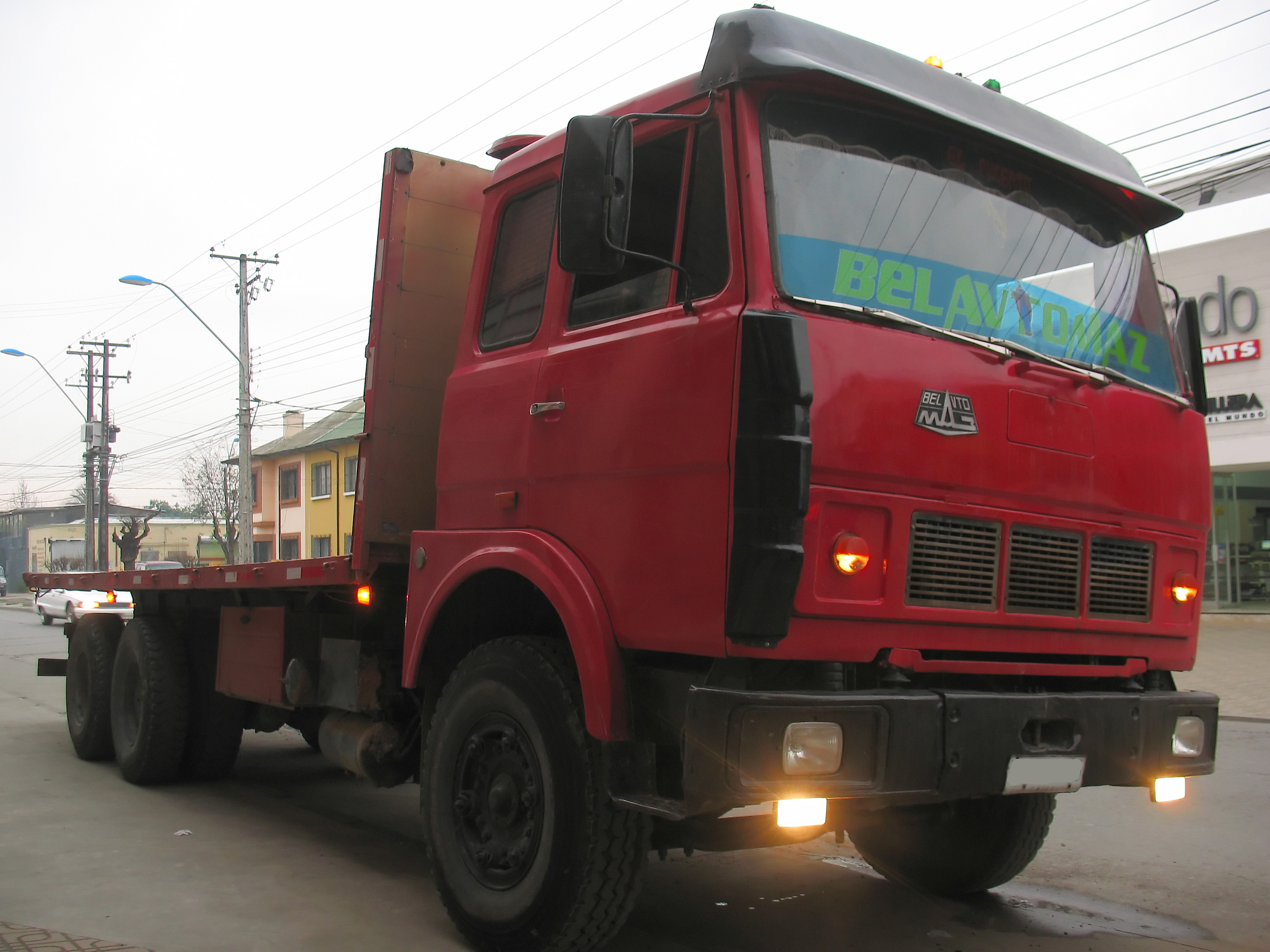
MAZ-6303 in Chile (2012)

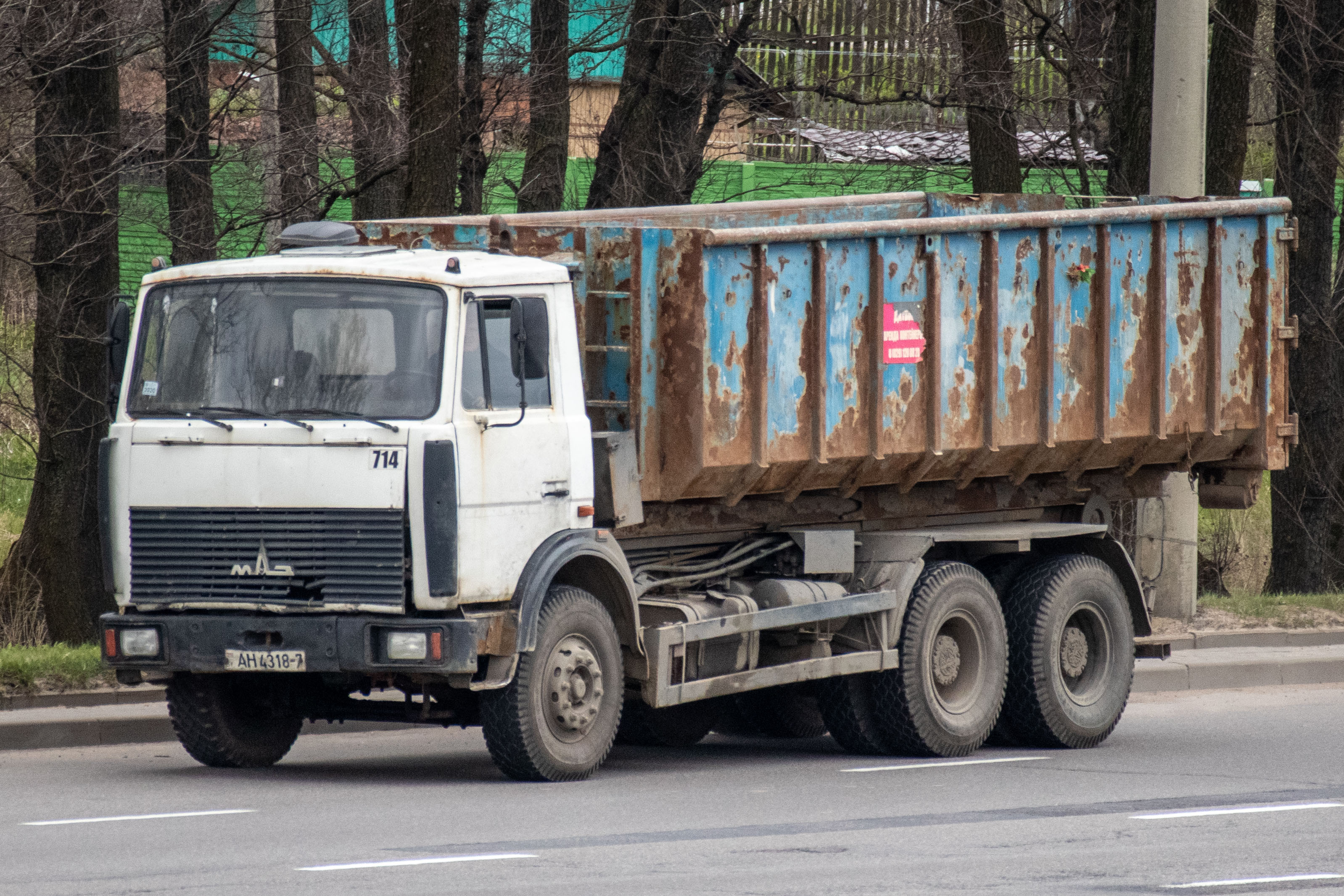
MAZ-6303 in Minsk (2021)

Der MAZ-6303 ist die dreiachsige Version des MAZ-5336. Er wurde kurz nach dem Erscheinen des MAZ-5336 (1990) eingeführt und seitdem bis zum heutigen Tage in Serie produziert. Zwischenzeitlich wurden verschiedene kleinere Aktualisierungen am Fahrzeug vorgenommen. Verbaut wurde durchgängig der V8-Dieselmotor von JaMZ mit 14,86 l Hubraum, welcher auch schon in den Vorgängerversionen Anwendung fand.
Die Fahrzeuge entsprechen den Anforderungen, die das TIR-Versandverfahren stellt, und wurden auch auf internationalen Routen, zumeist als Lastzüge, eingesetzt. Typischerweise wurde und wird der Lkw im Fernverkehr mit dem ebenfalls von MAZ produzierten Anhänger MAZ-83781 betrieben.

## Technische Daten
- Motor: JaMZ-238D (V8-Dieselmotor)
- Hubraum: 14,86 l
- Leistung: 243 kW (330 PS)
- Drehmoment (max): 1225 Nm
- Getriebe: JaMZ-238A (8 Gänge)
- Höchstgeschwindigkeit: 100 km/h
- Kraftstoffverbrauch (bei 60 km/h): 24,3 l/100 km
- Bereifung: 11.00R20
- Brennstoffvorrat: 350 l
- Antriebsformel: 6×2

Abmessungen und Gewichte
- Länge über Alles: 10230 mm
- Breite anzüglich Außenspiegel: 2500 mm
- Höhe: 4000 mm
- Radstand: 4590 mm
- Länge der Ladefläche: 7700 mm
- max. Ladevolumen: 43,5 m³
- Grundfläche des Laderaums: 18,7 m²
- Leergewicht: 11,8 Tonnen
- Zuladung: 12,8 Tonnen
- Zulässiges Gesamtgewicht: 24,5 Tonnen
- Zulässige Anhängelast: 17,5 Tonnen
- Zulässiges Gesamtgewicht des Lastzugs: 42 Tonnen

## Modellvarianten
Unter anderem wurden die Varianten MAZ-630308, MAZ-630305 und MAZ-630303 im Laufe der Zeit produziert. Außerdem wurden spezielle Varianten für extrem tiefe Temperaturen gebaut. Als MAZ-5516 wird ein Kipper verkauft, der technisch auf dem MAZ-6303 basiert.
Unter der Bezeichnung MAZ-6317 ist eine Allradversion (6×6) erhältlich.
Als MAZ-64255 wird ein Langholztransporter vermarktet, welcher technisch auf dem MAZ-6303 basiert, jedoch über Allradantrieb verfügt. Das Fahrzeug ist für ein zulässiges Gesamtgewicht von bis zu 67 Tonnen im Lastzugverkehr ausgelegt.